# Magenta
 #FF00FF 

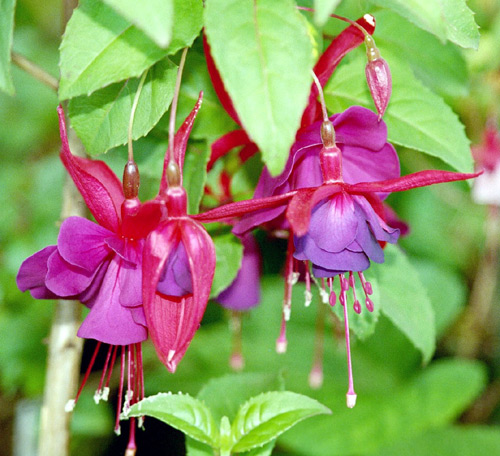
Hoa lồng đèn (Fuchsia) là cảm hứng cho loại thuốc nhuộm fuchsia, về sau được đổi tên thành thuốc nhuộm magenta

Màu cánh sen (magenta) được định nghĩa là một màu đỏ pha sắc tím hoặc màu tím pha sắc đỏ hoặc màu đỏ thắm pha sắc cẩm quỳ. Đây là một trong bốn màu mực được sử dụng trong máy in phun, cùng với màu vàng, màu đen và lục lam, nhằm để tạo ra tất cả các màu khác. Sắc magenta dùng trong in ấn được gọi là "magenta máy in".
Tên gọi "magenta" là từ tên của một loại thuốc nhuộm anilin được sản xuất và cấp bằng sáng chế vào năm 1859 bởi nhà hóa học người Pháp François-Emmanuel Verguin, có tên gọi nguyên thủy là fuchsine. Tên màu này được đổi khi người ta ăn mừng chiến thắng của liên quân Ý-Pháp tại trận Magenta giữa Pháp và Áo ngày 4 tháng 6 năm 1859, gần thị trấn Magenta trong vùng Bologna của Ý. Bên Anh Quốc cũng chế ra một màu mà về mặt thị giác trông y hệt màu magenta, được gọi là màu roseine, do hai nhà hóa học người Anh là Chambers Nicolson và George Maule sáng tạo ra năm 1860.
Trên môi trường thiết kế web, màu magenta còn được gọi là màu fuchsia.

## Tọa độ màu
Số Hex = #FF00FF
RGB  (r, g, b)   = (255, 0, 255)
CMYK (c, m, y, k)  = (0, 100, 0, 0)
HSV (h, s, v) = (300, 100, 100)